# Día Internacional en Apoyo de las Víctimas de la Tortura
El Día Internacional en Apoyo de las Víctimas de la Tortura es una jornada que se celebra anualmente el 26 de junio desde 1998, fue establecida en 1997 por Asamblea General de las Naciones Unidas.

## Proclamación
El 12 de diciembre de 1997, la Asamblea General de la ONU, proclamó el Día Internacional en Apoyo de las Víctimas de la Tortura. El objetivo es la erradicación total de la tortura y la aplicación efectiva de la Convención contra la Tortura y Otros Tratos o Penas Crueles, Inhumanos o Degradantes, vigente desde el 26 de junio de 1987. Además, en 1981 se creó el Fondo de Contribuciones Voluntarias de las Naciones Unidas para las Víctimas de la Tortura, que proporciona asistencia directa a las víctimas de la tortura y sus familiares. Este fondo ha celebrado ya su cuadragésimo aniversario y canaliza contribuciones voluntarias a organizaciones que brindan servicios jurídicos, sociales, humanitarios, psicológicos y médicos.

## Celebración
Este día se celebra anualmente el 26 de junio, conmemorando la entrada en vigor de la Convención contra la Tortura. Su instauración definitiva se realizó en 1998, con actividades dirigidas a unir a los Estados miembros de la ONU, la sociedad civil y los particulares en apoyo de las víctimas de tortura. Las organizaciones no gubernamentales (ONG) han sido fundamentales en la lucha contra la tortura, promoviendo la creación de instrumentos y mecanismos de vigilancia de la ONU y contribuyendo a su implementación.